# Diego Moreira
Diego Manuel Jadon da Silva Moreira (Lieja, Bélgica, 6 de agosto de 2004) es un futbolista portugués que juega de centrocampista en el R. C. Estrasburgo de la Ligue 1.

## Primeros años
Nació en Lieja, donde su padre Almami Moreira, antiguo internacional con Guinea-Bisáu, jugaba entonces al fútbol profesional en el Standard de Lieja. Por parte de su madre, es nieto de Helmut Graf, futbolista de origen alemán que también jugó en el club belga de 1976 a 1982.

## Trayectoria

### Inicios
Procedente de las categorías inferiores del Standard de Lieja -donde jugó su padre hasta 2006-, primero intentó abandonar el club de Lieja en 2019 por motivos personales, entrenando con el Lierse Kempenzonen, pero la Real Asociación Belga de Fútbol finalmente no aprobó su fichaje. Acabó dejando al Standard de Lieja por el S. L. Benfica en agosto de 2020, firmando su primer contrato profesional con el club de Lisboa, donde vivía su padre.

### Benfica
Comenzó a jugar con el Benfica sub-23 en la Liga Revelação a mediados de la temporada 2020-21
 Durante la temporada 2021-22 se convirtió en titular con el equipo sub-23 marcando su primer gol en la victoria por 3-0 contra el Sporting de Lisboa. Debutó como profesional con el S. L. Benfica "B" el 10 de enero de 2022, sustituyendo a Tiago Gouveia durante los últimos 15 minutos de la derrota en casa por 1-2 en la Segunda División de Portugal ante el F. C. Porto "B".
Desempeñó un papel importante en la Liga Juvenil de la UEFA, en la que el Benfica sub-19 se proclamó campeón de su grupo contra el Dínamo de Kiev, el F. C. Barcelona y el Bayern de Múnich, destacando su gol contra este último durante la victoria por 4-0 en casa en octubre de 2021. En las fases finales, marcó un doblete y dio dos asistencias contra el Sporting (4-0) en los cuartos de final; y dio otras dos asistencias en la final en la victoria por 6-0 contra el Red Bull Salzburgo para ayudar al Benfica a ganar su primer título de la Liga Juvenil de la UEFA, y su primer título en el fútbol europeo desde la Copa de Campeones de Europa 1961-62.
Bajo la dirección del técnico interino Nélson Veríssimo, fue promovido al primer equipo del Benfica junto a otros siete jugadores de la cantera del Benfica, debutando el 13 de mayo de 2022, en una victoria a domicilio por 2-0 ante el F. C. Paços de Ferreira en la Primeira Liga.

## Selección nacional
Con doble nacionalidad y es elegible para jugar con Bélgica y Portugal también es elegible para jugar tanto con Guinea-Bisáu como con Alemania. Jugó por primera vez con la Bélgica sub-15 ya que fue titular durante su victoria por 3-1 contra la Inglaterra sub-16 de Shola Shoretire y Dane Scarlett en el St George's Park en febrero de 2019.
Pero incluso antes de irse a jugar con el Benfica en Portugal, el joven optó por cambiar por la selección nacional de Portugal en 2019, convirtiéndose en un habitual con la sub-16. y después de que la pandemia de COVID-19 interrumpió la temporada 2020-21 fue cuando comenzó a jugar con la sub-18.

## Estilo de juego
Es un extremo zurdo capaz de jugar en ambos lados del ataque, es descrito como un futbolista rápido, explosivo y técnicamente dotado, destacando sobre todo en el regate al rival. Se le compara con jugadores de la talla del internacional portugués Nani.

## Estadísticas

### Clubes
Actualizado al último partido disputado el 26 de abril de 2025.
| Club                       | Div.          | Temporada     | Liga  | Liga  | Liga   | Copas nacionales | Copas nacionales | Copas nacionales | Copas internacionales | Copas internacionales | Copas internacionales | Total | Total | Total  |
| Club                       | Div.          | Temporada     | Part. | Goles | Asist. | Part.            | Goles            | Asist.           | Part.                 | Goles                 | Asist.                | Part. | Goles | Asist. |
| -------------------------- | ------------- | ------------- | ----- | ----- | ------ | ---------------- | ---------------- | ---------------- | --------------------- | --------------------- | --------------------- | ----- | ----- | ------ |
| S. L. Benfica Portugal     | 1.ª           | 2021-22       | 1     | 0     | 0      | 0                | 0                | 0                | 0                     | 0                     | 0                     | 1     | 0     | 0      |
| S. L. Benfica "B" Portugal | 2.ª           | 2022-23       | 22    | 3     | 0      | —                | —                | —                | —                     | —                     | —                     | 22    | 3     | 0      |
| S. L. Benfica "B" Portugal | Total club    | Total club    | 22    | 3     | 0      | 0                | 0                | 0                | 0                     | 0                     | 0                     | 22    | 3     | 0      |
| S. L. Benfica Portugal     | 1.ª           | 2022-23       | 1     | 0     | 0      | 0                | 0                | 0                | 1                     | 0                     | 0                     | 2     | 0     | 0      |
| S. L. Benfica Portugal     | Total club    | Total club    | 2     | 0     | 0      | 0                | 0                | 0                | 1                     | 0                     | 0                     | 3     | 0     | 0      |
| Chelsea F. C. Inglaterra   | 1.ª           | 2023-24       | 0     | 0     | 0      | 1                | 0                | 0                | —                     | —                     | —                     | 1     | 0     | 0      |
| Chelsea F. C. Inglaterra   | Total club    | Total club    | 0     | 0     | 0      | 1                | 0                | 0                | 0                     | 0                     | 0                     | 1     | 0     | 0      |
| Olympique de Lyon Francia  | 1.ª           | 2023-24       | 7     | 0     | 0      | 2                | 0                | 0                | —                     | —                     | —                     | 9     | 0     | 0      |
| Olympique de Lyon Francia  | Total club    | Total club    | 7     | 0     | 0      | 2                | 0                | 0                | 0                     | 0                     | 0                     | 9     | 0     | 0      |
| R. C. Estrasburgo Francia  | 1.ª           | 2024-25       | 29    | 2     | 7      | 2                | 0                | 0                | —                     | —                     | —                     | 23    | 2     | 7      |
| R. C. Estrasburgo Francia  | Total club    | Total club    | 29    | 2     | 7      | 2                | 0                | 0                | 0                     | 0                     | 0                     | 31    | 2     | 7      |
| Total carrera              | Total carrera | Total carrera | 60    | 5     | 7      | 5                | 0                | 0                | 1                     | 0                     | 0                     | 58    | 5     | 7      |

## Palmarés

### Campeonatos nacionales
| Título        | Club          | País     | Año  |
| ------------- | ------------- | -------- | ---- |
| Primeira Liga | S. L. Benfica | Portugal | 2023 |

### Títulos individuales
- Liga Juvenil de la UEFA: 2021-22[26]